# Охорона здоров'я в Маріуполі

Міська лікарня № 8

Охорона здоров'я в Маріуполі
У місті 70 лікувальних, лікувально-оздоровчих та медичних установ — лікарні, поліклініки, санепідстанції, станція переливання крові, станція швидкої та невідкладної медичної допомоги, санаторії, санаторії-профілакторії, обласний центр соціального обслуговування пенсіонерів та інвалідів, міські центри: гастроентерологічний, торакальної хірургії, кровотеч, панкреатичний, мікрохірургії ока. Центральна басейнова лікарня на водному транспорті тощо. Планується до 2018 року створити госпітальний округ, в який крім міста увійдуть Мангушський, Нікольський та південна частина Волноваського району.
Обласні лікарні:
- Обласна лікарня інтенсивного лікування м. Маріуполь — Центральний район (« 17-й мікрорайон»)

Міські лікарні:
- № 1 — Кальміуський район Маріуполя (Міська лікарня №1 (Маріуполь) або «Іллічівська»)
- «Маріупольське територіальне медичне об'єднання „Здоров'я дитини і жінки“» (колишня № 3) — Центральний район
- № 4 ім. І. К. Мацука — Лівобережний район
- № 5 — Кальміуський район Маріуполя («Куйбишевська»)
- № 7 — Лівобережний район (психоневрологічний диспансер)
- № 8 — Кальміуський район Маріуполя (відновного лікування)
- № 9 — медсанчастина працівників департаменту морського флоту — Приморський район Маріуполя («Водників»)
- Лікарня швидкої медичної допомоги, ЛШМД — Центральний район
- ГУ «ТМО МВС України в Донецькій області»- Приморський район Маріуполя

Дитячі лікарні й поліклініки:
- Дитяча міська лікарня — Центральний район
- Дитяча міська поліклініка — Центральний район
- Дитяча поліклініка № 1 — Лівобережний район
- Дитяча поліклініка № 2 — Центральний район
- Дитяча поліклініка № 4 — Лівобережний район
- Дитяча поліклініка № 5 — Кальміуський район Маріуполя

Медсанчастини комбінатів:
- № 1 Маріупольського металургійного комбінату імені Ілліча — Кальміуський район Маріуполя
- № 2 Металургійні комбінати «Азовсталь» — Лівобережний район

Диспансери:
- Онкологічний — Центральний район
- Наркологічний — Лівобережний район
- Дерматовенерологічний — Центральний район
- Протитуберкульозний № 1 — Лівобережний район
- Протитуберкульозний № 2 — Центральний район
- Лікарсько-фізкультурний — Центральний район

Пологові будинки:
- № 1 — Кальміуський район Маріуполя («Україна»)
- № 2 — Лівобережний район
- Пологове відділення МЛ № 3 — Центральний район